# Tudor Dumitrescu
Tudor Dumitrescu (* 6. Dezember 1957 in Bukarest; † 4. März 1977 ebenda) war ein rumänischer Pianist und Komponist.

## Leben
Tudor Dumitrescu stammte aus der prominenten rumänischen Musikerfamilie Dumitrescu und galt bei seinem Tod im Alter von 19 Jahren als einer der talentiertesten jungen Pianisten seines Landes. Ab seinem vierten Lebensjahr studierte er Musik zunächst unter der Anleitung seines Vaters, des Komponisten Gheorghe Dumitrescu. Er besuchte das Liceul de muzică (das nunmehrige Kunstkollegium „Dinu Lipatti“) in Bukarest und das Bukarester Konservatorium, wo seine Lehrerinnen und Lehrer u. a. Lidia Cristian, Gheorghe Halmoș, Cella Delavrancea	und Dan Grigore waren. 1972 und 1973 besuchte er zudem Kurse bei Dieter Zechlin und František Rauch an der Hochschule für Musik „Franz Liszt“ in Weimar. In der Folge war er Schüler von Nikita Magaloff in Genf.
Bereits während seiner Studienzeit gab er sein öffentliches Debüt als Pianist bei Jugendkonzerten des Konservatoriums. Es folgten Konzerte im Radio und Fernsehen und die Teilnahme am Nationalen Festival junger Musiker. Er trat sowohl bei Solo- und Kammermusikabenden als auch mit Orchester in vielen Städten Rumäniens auf (Bukarest, Cluj-Napoca, Satu Mare, Craiova, Timișoara, Iași, Sibiu, Galați). Seinen ersten Auftritt im Ausland hatte er beim 
Interforum-Festival 1973 im ungarischen Fertőd, bei dem er die h-Moll-Sonate von Franz Liszt spielte. Im selben Jahr gewann er Wettbewerbe in Rumänien und in der DDR. Sein Repertoire reichte von der Barockzeit bis ins frühe 20. Jahrhundert. Einige Konzerte wurden vom Rumänischen Rundfunk mitgeschnitten. Zum Zeitpunkt seines Todes erarbeitete er ein Programm mit Sonaten von Ludwig van Beethoven und Johannes Brahms für einen Abend im Bukarester Konservatorium im April 1977. Tudor Dumitrescu starb im Alter von 19 Jahren als eines der Opfer des Erdbebens von Vrancea. Im Dezember 1988 wurde in Bukarest der Internationale Klavierwettbewerb „Tudor Dumitrescu“ ins Leben gerufen. Seit der zweiten Ausgabe 2009 wurde der Wettbewerb jährlich durchgeführt.

## Der Komponist
Dumitrescus kompositorisches Schaffen ist gemäß dem Charakter von Jugendwerken eklektizistisch gehalten, wobei er sich deutlich an Vorbildern der Spätromantik orientierte. Er schrieb u. a. Stücke für Klavier, Lieder (Drei Lieder nach Gedichten von Lucian Blaga), ein Werk für Violoncello solo sowie ein Sextett  für Horn und Streicher F-Dur op. 10.

## Diskographie
- Tschaikowski: Konzert für Klavier und Orchester Nr. 1 b-Moll op. 23, Mozart: Sonate Nr. 14 c-Moll KV 457, Alexander Skrjabin: Etüde cis-Moll op. 2 Nr. 1[3] – Tudor Dumitrescu (Klavier), Philharmonisches Orchester „George Enescu“, Dirigent: Pedro Ignacio Calderón – Electrecord ECE 01460 (LP 1979)
- Kammermusik von Tudor Dumitrescu: Sextett für Horn und Streicher op. 10, Sieben Präludien für Klavier – Nicolae Apostol (Horn), Cristina Bărbulescu und Diana Josan (Violine), Rodica Gavrilă (Viola), Eliza Pascu (Violoncello), Pîrvu Boerescu (Kontrabass), Șerban Soreanu `(Klavier) – Electrecord ST-ECE 02184 (LP 1982)
- Tschaikowski: Konzert für Klavier und Orchester Nr. 1 b-Moll op. 23, Mozart: Konzert für Klavier und Orchester Nr. 20 d-Moll KV 466, Interview mit Tudor Dumitrescu[4] – Tudor Dumitrescu (Klavier), Philharmonisches Orchester „George Enescu“, Dirigenten: Pedro Ignacio Calderón, Ovidiu Bălan – Radio România IMCD-1121, Intercont Music (CD 1996)
- Tudor Dumitrescu: Sieben Präludien, Präludium cis-Moll, Präludium h-Moll sowie Werke von Bach, Janáček und Lipatti – Matei Varga (Klavier) Dorian Sono Luminus DSL-92223 (CD 2018)